# Антони Тренчев
Антони Антониев Тренчев е български политик, народен представител в Народното събрание на Република България и съосновател на компанията за криптовалути Нексо, разследвана за нарушения в България и САЩ.

## Биография
Антони Антониев Тренчев е роден на 15 март 1987 г. в Мюнхен. Баща му Антони Панайотов Тренчев е агент на Държавна сигурност, работил по това време в Германия.

## Политическа кариера
Тренчев е избран за народен представител в 43-тото народно събрание на Република България през 2014 г., като до 2017 г. е депутат от квотата на Движение „България на гражданите“, което е част от коалицията Реформаторски блок. 
Работата му в комисиите включва участие в Комисията по европейските въпроси и контрол на европейските фондове, Комисията за наблюдение на дейността на Комисията за енергийно и водно регулиране и няколко временни комисии. Бил е и заместник-ръководител на Делегацията в Парламентарната асамблея на Съвета на Европа . 
В Съвета на Европа той е служил в Комисията по социални въпроси, здравеопазване и устойчиво развитие през 2015 г., подкомисията за връзки с ОИСР и ЕБВР от 2015 до 2016 г., Комисията по политически въпроси, права на човека и демокрация от 2015 до 2017 г. и като заместник в Комисията по социални въпроси, здравеопазване и устойчиво развитие през същия период.

## Бизнес кариера
Тренчев е съосновател на криптобанката Nexo. Освен това той е застъпник на новините за индустрията и е канен като коментатор в Си Ен Би Си, Блумбърг и други медии.